# Campeonato Europeo de Halterofilia de 2019
El XCVIII Campeonato Europeo de Halterofilia se celebró en Batumi (Georgia) entre el 6 y el 13 de abril de 2019 bajo la organización de la Federación Europea de Halterofilia (EWF) y la Federación Georgiana de Halterofilia.

## Calendario
| Fecha→ Categoría ↓ | Sá 06 | Do 07 | Lu 08 | Ma 09 | Mi 10 | Ju 11 | Vi 12 | Sá 13 |
| ------------------ | ----- | ----- | ----- | ----- | ----- | ----- | ----- | ----- |
| 55 kg              | ●     |       |       |       |       |       |       |       |
| 61 kg              |       | ●     |       |       |       |       |       |       |
| 67 kg              |       |       | ●     |       |       |       |       |       |
| 73 kg              |       |       |       | ●     |       |       |       |       |
| 81 kg              |       |       |       |       | ●     |       |       |       |
| 89 kg              |       |       |       |       |       | ●     |       |       |
| 96 kg              |       |       |       |       |       |       | ●     |       |
| 102 kg             |       |       |       |       |       |       |       | ●     |
| 109 kg             |       |       |       |       |       |       |       | ●     |
| +109 kg            |       |       |       |       |       |       |       | ●     |

| Fecha→ Categoría ↓ | Sá 06 | Do 07 | Lu 08 | Ma 09 | Mi 10 | Ju 11 | Vi 12 | Sá 13 |
| ------------------ | ----- | ----- | ----- | ----- | ----- | ----- | ----- | ----- |
| 45 kg              | ●     |       |       |       |       |       |       |       |
| 49 kg              | ●     |       |       |       |       |       |       |       |
| 55 kg              |       | ●     |       |       |       |       |       |       |
| 59 kg              |       |       | ●     |       |       |       |       |       |
| 64 kg              |       |       |       | ●     |       |       |       |       |
| 71 kg              |       |       |       |       | ●     |       |       |       |
| 76 kg              |       |       |       |       |       | ●     |       |       |
| 81 kg              |       |       |       |       |       |       | ●     |       |
| 87 kg              |       |       |       |       |       |       | ●     |       |
| +87 kg             |       |       |       |       |       |       |       | ●     |

## Medallistas

### Masculino
| Evento          | Oro                                                | Plata                                          | Bronce                                           |
| --------------- | -------------------------------------------------- | ---------------------------------------------- | ------------------------------------------------ |
| 55 kg (06.04)   | Mirco Scarantino · Italia · 116 + 145 = 261        | Anguel Rusev Bulgaria 110 + 146 = 256          | Muammer Şahin Turquía 112 + 135 = 247            |
| 61 kg (07.04)   | Henadz Laptseu · Bielorrusia · 133 + 153 = 286     | Bünyamin Sezer Turquía 132 + 151 = 283         | Ferdi Hardal Turquía 127 + 155 = 282             |
| 67 kg (08.04)   | Bernardin Matam Francia 137 + 175 = 312            | Simon Brandhuber · Alemania · 146 + 165 = 311  | Goga Chjeidze Georgia 139 + 169 = 308            |
| 73 kg (09.04)   | Bozhidar Andreev Bulgaria 153 + 192 = 345          | Briken Calja · Albania · 156 + 183 = 339       | Vadzim Lijarad · Bielorrusia · 153 + 182 = 335   |
| 81 kg (10.04)   | Antonino Pizzolato · Italia · 155 + 201 = 356      | Piotr Asayonak · Bielorrusia · 159 + 196 = 355 | Ritvars Suharevs Letonia 162 + 192 = 354         |
| 89 kg (11.04)   | Hakob Mkrtchian Armenia 164 + 207 = 371            | Revaz Davitadze Georgia 170 + 200 = 370        | Davit Hovhannisian Armenia 165 + 195 = 360       |
| 96 kg (12.04)   | Yauheni Tsijantsou · Bielorrusia · 178 + 222 = 400 | Yegor Klimonov · Rusia · 168 + 210 = 378       | Anton Pliesnoi Georgia 173 + 204 = 377           |
| 102 kg (13.04)  | Dmytro Chumak · Ucrania · 175 + 216 = 391          | Samvel Gasparian Armenia 168 + 209 = 377       | Vadzim Straltsou · Bielorrusia · 170 + 206 = 376 |
| 109 kg (13.04)  | Simon Martirosian Armenia 192 + 235 = 427          | Andrei Aramnau · Bielorrusia · 190 + 221 = 411 | Rodion Bochkov · Rusia · 192 + 218 = 410         |
| +109 kg (13.04) | Lasha Talajadze Georgia 218 + 260 = 478            | Irakli Turmanidze Georgia 206 + 241 = 447      | Ruben Alexanian Armenia 195 + 245 = 440          |

1. 1 2 3  Arrancada (kg) + dos tiempos (kg) = total olímpico (kg).

### Femenino
| Evento         | Oro                                           | Plata                                           | Bronce                                        |
| -------------- | --------------------------------------------- | ----------------------------------------------- | --------------------------------------------- |
| 45 kg (06.04)  | Şaziye Erdoğan Turquía 75 + 88 = 163          | Ivana Petrova Bulgaria 69 + 89 = 158            | Yuliya Asayonak · Bielorrusia · 69 + 81 = 150 |
| 49 kg (06.04)  | Elena Andrieș · Rumania · 87 + 103 = 190      | Kristina Sobol · Rusia · 85 + 95 = 180          | Giorgia Russo · Italia · 75 + 103 = 178       |
| 55 kg (07.04)  | Joanna Łochowska · Polonia · 87 + 112 = 199   | Svetlana Yershova · Rusia · 90 + 108 = 198      | Kristina Novitskaya · Rusia · 85 + 105 = 190  |
| 59 kg (08.04)  | Rebeka Koha Letonia 101 + 120 = 221           | Tatiana Aleyeva · Rusia · 94 + 120 = 214        | Alexandra Kozlova · Rusia · 96 + 117 = 213    |
| 64 kg (09.04)  | Loredana Toma · Rumania · 111 + 128 = 239     | Irina Lepșa · Rumania · 102 + 127 = 229         | Zoe Smith Reino Unido 96 + 128 = 224          |
| 71 kg (10.04)  | Anastasiya Romanova · Rusia · 112 + 128 = 240 | Emily Godley Reino Unido 93 + 123 = 216         | Mădălina Molie · Rumania · 101 + 114 = 215    |
| 76 kg (11.04)  | Daria Naumava · Bielorrusia · 106 + 136 = 242 | Lidia Valentín · España · 108 + 133 = 241       | Patricia Strenius · Suecia · 101 + 132 = 233  |
| 81 kg (12.04)  | Nina Schroth · Alemania · 102 + 120 = 222     | Anna Van Bellinghen · Bélgica · 103 + 118 = 221 | Liana Guiurdzhian Armenia 97 + 120 = 217      |
| 87 kg (12.04)  | Xeniya Pasjina · Rusia · 110 + 132 = 242      | Diana Mstiyeva · Rusia · 110 + 130 = 240        | Sarah Fischer · Austria · 102 + 129 = 231     |
| +87 kg (13.04) | Tatiana Kashirina · Rusia · 146 + 185 = 331   | Anastasiya Lysenko · Ucrania · 120 + 148 = 268  | Emily Campbell Reino Unido 115 + 145 = 260    |

1. 1 2 3  Arrancada (kg) + dos tiempos (kg) = total olímpico (kg).
2. ↑  Descalificación por dopaje de la medallista de oro, la griega Eleni Konstantinidi.[3]

## Medallero
| Núm. | País        | Oro | Plata | Bronce | Total |
| ---- | ----------- | --- | ----- | ------ | ----- |
| 1    | Rusia       | 3   | 5     | 3      | 11    |
| 2    | Bielorrusia | 3   | 2     | 3      | 8     |
| 3    | Armenia     | 2   | 1     | 3      | 6     |
| 4    | Rumania     | 2   | 1     | 1      | 4     |
| 5    | Italia      | 2   | 0     | 1      | 3     |
| 6    | Georgia     | 1   | 2     | 2      | 5     |
| 7    | Bulgaria    | 1   | 2     | 0      | 3     |
| 8    | Turquía     | 1   | 1     | 2      | 4     |
| 9    | Alemania    | 1   | 1     | 0      | 2     |
| 9    | Ucrania     | 1   | 1     | 0      | 2     |
| 11   | Letonia     | 1   | 0     | 1      | 2     |
| 12   | Francia     | 1   | 0     | 0      | 1     |
| 12   | Polonia     | 1   | 0     | 0      | 1     |
| 14   | Reino Unido | 0   | 1     | 2      | 3     |
| 15   | Albania     | 0   | 1     | 0      | 1     |
| 15   | Bélgica     | 0   | 1     | 0      | 1     |
| 15   | España      | 0   | 1     | 0      | 1     |
| 18   | Austria     | 0   | 0     | 1      | 1     |
| 18   | Suecia      | 0   | 0     | 1      | 1     |
|      | TOTAL       | 20  | 20    | 20     | 60    |